# Karl Vaino
Karl Guénrijovich Vaino (Tomsk, Unión Soviética, 28 de mayo de 1923 – Moscú, Rusia, 12 de febrero de 2022) fue un político soviético de etnia estonia nacido en Rusia. Entre 1978 y 1988 fue el primer secretario del Partido Comunista de la República Socialista Soviética de Estonia.

## Biografía
Karl Guénrijovich Vaino nació en 1923 y se crio en la ciudad de Tomsk, en Siberia, entonces parte de la Rusia soviética. Su padre, Heinrich Vaino (1889–1965), fue un activo bolchevique estonio que se trasladó a Siberia en 1918, tras la derrota bolchevique en la Guerra de Independencia de Estonia (1918–1920). Su madre, Liidia de soltera Savi, era hija de inmigrantes estonios que se habían asentado en Siberia a comienzos del siglo XX.
Tras graduarse en lo que hoy es la Universidad Estatal de Transporte de Omsk en 1947, Vaino se trasladó a Estonia y comenzó a trabajar en empleos técnicos e ingenieriles en el sistema ferroviario. Ese mismo año se afilió al Partido Comunista de la Unión Soviética (PCUS). Entre 1948 y 1953, desempeñó el cargo de secretario del Comité Regional del Partido Comunista en Tallin. Durante las décadas de 1960 y 1970, también fue secretario del Comité Central del Partido Comunista de la RSS de Estonia. En 1957, se graduó en la Escuela Superior del Partido por correspondencia.

## Líder de la RSS de Estonia
Habiendo pasado su juventud en Rusia, Vaino era hablante nativo de ruso. No dominaba bien el estonio y lo hablaba con un marcado acento ruso. Por esta razón, se le apodaba «yestonio». El 26 de julio de 1978, el entonces Primer Secretario durante 28 años, Johannes Käbin, considerado demasiado moderado para la política de rusificación en curso durante la Era del Estancamiento, fue obligado a renunciar y fue reemplazado por Vaino.
Como Primer Secretario, Vaino se ganó la reputación de ser un rusificador extremo. Con una actitud desdeñosa hacia la lengua y la cultura estonias, no gozaba de popularidad entre la población local. Solía pronunciar sus discursos públicos principalmente en ruso, con una excepción notable durante el 350.º aniversario de la Universidad Estatal de Tartu, donde entregó premios a trabajadores universitarios hablando en estonio, aunque con un fuerte acento ruso. En 1979, se realizó un intento fallido de atentado contra su vida.

### Derrumbe
A principios de 1988, el Partido Comunista de la RSS de Estonia se dividió entre comunistas nacionalistas e internacionalistas. Vaino lideraba a estos últimos, mientras que los primeros estaban encabezados por el embajador soviético en Nicaragua, Vaino Väljas. Al ser considerado demasiado conservador por la élite de Moscú, tras casi diez años en el cargo, Vaino fue obligado a dimitir el 16 de junio de 1988 y fue reemplazado por Väljas.
Posteriormente, Vaino se trasladó a Moscú, donde vivió desde entonces. Nunca volvió a visitar Estonia.

## Vida privada
Su hija, Eleonora Kochetova, es nuera del escritor soviético Vsévolod Kóchetov, y su hijo Eduard ocupa el cargo de vicepresidente de Relaciones Exteriores en AvtoVAZ. Tenía dos nietos: el político ruso Antón Vaino y el funcionario del Ministerio del Interior ruso Andréi Vaino.

### Fallecimiento
El 19 de febrero de 2022 se anunció que Vaino había fallecido el 12 de febrero, a la edad de 98 años. Fue enterrado el 14 de febrero en el Cementerio Conmemorativo Militar Federal.